# Удача (телесериал)
«Уда́ча», также известен как «Фарт» (англ. Luck) — американский драматический телесериал 2011 года о конных скачках. Автор идеи — Дэвид Милч, в главной роли — Дастин Хоффман. Режиссёром пилотной серии выступил Майкл Манн. Премьера состоялась 11 декабря 2011 года на кабельном телеканале HBO.
Первоначально сериал был продлён на второй сезон, но из-за третьего смертельного случая с лошадью во время начавшихся съёмок в марте 2012 года Дэвид Милч, Майкл Манн и НВО приняли решение закрыть проект. Первые два животных погибли в процессе производства первого сезона в 2010—2011 годах.

## Сюжет
Аферист Честер Бернштейн по прозвищу «Туз» (в другом переводе — «Умник») выходит из тюрьмы и планирует снова провернуть аферу, на этот раз на лошадиных скачках. Его водитель, Гас, становится подставным владельцем перспективной лошади ирландских кровей, которую дрессирует успешный тренер Туро Эскаланте, за карьерой которого «Туз» потихоньку приглядывал долгое время.
«Туз» встречается со своим бывшим деловым партнёром Ником Диросси, чтобы обсудить план, как получить контроль над ипподромом, внедрив туда казино и азартные игры. Однако вскоре становится ясно, что настоящая цель Бернштейна заключается в том, чтобы отомстить людям, ответственным за его тюремное заключение: самому Диросси и Исидору Коэну, администратору казино, компанию которого «Туз» хочет привлечь к бизнесу на скачках. Третьим в список входит Майкл «Майк» Смит, ещё один бывший деловой партнёр. В своё время Майк тайно использовал нью-йоркскую квартиру «Туза» для хранения большой партии кокаина, что и привело к аресту Бернштейна.
Параллельно развивается сюжет о «закулисной» стороне самого ипподрома и жизни его завсегдатаев: тренеров, жокеев, болельщиков и азартных игроков. Среди последних — мелкие мошенники Маркус, Лонни, Ренцо и Джерри, которые всеми правдами и неправдами мечтают сорвать на скачках большой куш.
Уолтер Смит, пожилой тренер из Кентукки, готовит к первым заездам собственного коня с помощью молодой ирландки-жокея Рози, которая ещё тоже не участвовала в серьёзных соревнованиях. Мало кто пока догадывается, что жеребец Уолтера ведёт родословную от знаменитого чистокровного скакуна «Дельфи», — и у него есть все шансы стать настоящим чемпионом в скачках. Однако об этом узнаёт один из жокейских агентов — Джоуи Рэтбёрн, который начинает плести интриги, чтобы заменить новичка Рози на своего клиента — Ронни Дженкинса, ранее успешного жокея, но у которого теперь проблемы из-за пристрастия к алкоголю и наркотикам.

## В ролях
| - Дастин Хоффман — Честер «Туз» Бернштейн - Деннис Фарина — Гас Деметрио - Джон Ортис — Туро Эскаланте - Ричард Кайнд — Джоуи Рэтбёрн - Кевин Данн — Маркус Бекер - Ян Харт — Лонни Макийнери - Ричи Костер — Ренцо Калагари - Джейсон Гедрик — Джерри Бойл - Керри Кондон — Рози Шэнэхэн - Гари Стивенс — Ронни Дженкинс - Том Пейн — Леон Мишо - Джилл Хеннесси — Джо Картер - Ник Нолти — Уолтер Смит | - Патрик Адамс — Натан Израиль - Джоан Аллен — Клэр Лечэ - У. Эрл Браун — Маллиган - Майкл Гэмбон — Майкл «Майк» Смит - Деннис Дан — Лео Чан - Брюс Дэвисон — тренер Хардстоун - Тед Ливайн — Исидор Коэн - Хорхи Крус — управляющий казино в резервации - Вероника Розати — Наоми - Алан Розенберг — Ник Диросси - Юрген Прохнов — управляющий ипподромом - Шанталь Сазерленд — Лиззи - Шона Стоддарт — Лорелей - Дмитрий Тодд — Эдуардо - Адам Харрингтон — Дэннис Бауман - Джек Хоффман — Брент, внук Бернштейна - Питер Эппел — охранник Кейгль |

## Эпизоды
| № | Название        | Режиссёр        | Автор сценария               | Дата премьеры   | Зрители в США (млн) |
| - | --------------- | --------------- | ---------------------------- | --------------- | ------------------- |
| 1 | «Pilot»         | Майкл Манн      | Дэвид Милч                   | 11 декабря 2011 | 1,14                |
| 2 | «Episode Two»   | Терри Джордж    | Джон Р. Перотта              | 5 февраля 2012  | 0,43                |
| 3 | «Episode Three» | Аллен Култер    | Билл Барич                   | 12 февраля 2012 | 0,55                |
| 4 | «Episode Four»  | Филлип Нойс     | Джей Ховди                   | 19 февраля 2012 | 0,44                |
| 5 | «Episode Five»  | Брайан Кирк     | Скотт Уилсон                 | 26 февраля 2012 | 0,50                |
| 6 | «Episode Six»   | Генри Бронштейн | Робин Шушан                  | 4 марта 2012    | 0,69                |
| 7 | «Episode Seven» | Брайан Кирк     | Аманда Фергюсон              | 11 марта 2012   | 0,47                |
| 8 | «Episode Eight» | Аллен Култер    | Джон Р. Перотта и Джей Ховди | 18 марта 2012   | 0,46                |
| 9 | «Episode Nine»  | Мими Ледер      | Эрик Рот                     | 25 марта 2012   | 0,44                |

## Критика и рейтинги
Первая серия получила положительные отзывы кинокритиков. На Metacritic рейтинг сериала составляет 75 баллов из 100.
Превью в декабре посмотрели 1,14 миллионов зрителей. Официальная премьера 29 января собрала у экранов 1,06 млн телезрителей.

## Саундтрек
Начальная музыкальная тема — это песня «Splitting the Atom» из одноимённого альбома британской группы Massive Attack.